# Gabriel (prefeito urbano)
Gabriel (em latim: Gabrielius) foi um oficial bizantino do século VI, ativo durante o reinado do imperador Justiniano (r. 527–565).

## Vida
Era de origem nobre. Aparece em 543, quando ocupou a posição de prefeito urbano de Constantinopla. Em seu mandato, a prefeitura readquiriu o provisionamento da capital, que foi transferida por João, o Capadócio à prefeitura pretoriana do Oriente, mas no fim de seu mandato foi reconcedida à prefeitura. De acordo com João Lido, essas alterações foram um reconhecimento do imperador às qualidades de Gabriel de retidão e honestidade. Talvez pode ser associado ao prefeito de nome incerto que nomeou João Lido a uma das cadeiras professorais da Universidade de Constantinopla. Uma estátua foi erigida para honrá-lo com versos de Leôncio e João Lido dedicou-lhe suas obras de mensis e de ostentis. Também se sabe que compôs um dístico sobre uma pintura de Eros adormecido.